# Adaphaenura
Adaphaenura is een geslacht van vlinders van de familie uilen (Noctuidae).

## Soorten
- A. minuscula (Butler, 1882)
- A. ratovosoni Viette, 1973